# Relationer mellan Georgien och Ukraina
Relationer mellan Georgien och Ukraina började på diplomatisk nivå 22 juli 1992, efter att Georgien erkänt Ukrainas självständighet 12 december 1991. Ukraina och Georgien har goda relationer. Georgien fördömer "den ryska aggressionen mot Ukraina samt annekteringen av Krim och stöder Ukrainas integritet och självbestämmanderätt".
Ukrainas president Petro Porosjenko och Ukrainas premiärminister Arsenij Jatsenjuk träffade Georgiens president Giorgi Margvelasjvili 6-7 juni 2014 i Kiev.
Ukraina är Georgiens femte största handelspartner.
År 2002 bodde fler än 7000 etniska ukrainare i Georgien.